# مقاطعة علي أباد
مقاطعة علي أباد (بالفارسية: شهرستان علی‌آباد) هي إحدى مقاطعات محافظة غلستان، إيران.عاصمة المقاطعة هي علي أباد كتول. حسب تعداد 2006، بلغ عدد سكان المقاطعة 123,923 نسمة في 29,944 عائلة.